# Aleksandr Aleksándrovich Fischer von Waldheim
Alexandr Alexandrovich Fischer von Waldheim (transliteración del cirílico ruso Фишер фон Вальдгейм, Александр Александрович; Moscú, 20 de abril de 1839-Sochi, 24 de febrero de 1920) fue un botánico, micólogo, briólogo y explorador ruso.
Fue director botánico de alto rango en el Jardín Botánico de San Petersburgo.

## Biografía
Era hijo de Alexandr Grigorievich Fischer von Waldheim (1803-1884) y nieto de Johann Gotthelf Fischer von Waldheim (1771-1853).
Completó sus estudios en la Universidad Imperial de Moscú. En 1858, obtuvo el doctorado en historia natural y, desde 1864, es asistente del profesor Anton de Bary en el Laboratorio público de Botánica de Friburgo de Brisgovia.
Al año siguiente, consiguió el título de doctor en biología por la Universidad de Bonn con una tesis sobre la historia del desarrollo de esporas en Filicophyta; en 1867 doctor en botánica con una tesis acerca de la historia de Ustilaginales, champiñones parásitos pertenecientes a la familia Teliosporomycetidae, publicada en 1869, en Jahrbücher für wissenschaftliche Botanik de Pringsheim y traducida al inglés en Trans. of the New York State Agric. Soc. for the year 1870 (Albany).
En 1862 fue elevado al rango de Consejero de Estado, y el día de la coronación del zar Nicola II (14 de mayo de 1896), a Asesor Secreto. En 1865, es docente privado en la Universidad de Moscú, función que desempeñó hasta 1869, cuando fue nombrado profesor de botánica en la Universidad de Varsovia, hasta 1895.
A partir de 1878, fue director del Jardín Botánico de Breslavia.
En 1895, fue elegido Pte. de la Sección de Biología de la Sociedad de Naturalistas de la Universidad de Varsovia.
Fue director del Jardín Botánico Imperial de San Petersburgo, de 1896 hasta 1917. Como parte de sus investigaciones, emprendió varios viajes al extranjero. Así, en 1897 visitó el Jardín Botánico de Berlín, considerado uno de los más importantes de la época, el de Hamburgo, el de Bruselas, y Kew Gardens en Inglaterra. A su regreso, elaboró y publicó informes descriptivos de sus invernaderos, su organización y sus laboratorios.
Poseyó una finca Stepanovka, en Stepanovka, en uno de los suburbios uyezd de Moscú.

## Obra principal
- 1865. Современное состояние учения об оплодотворении хвойных (Situación contemporánea del estudio de la multiplicación de Pinophyta)
- 1865. Практический курс микроскопии к морфологии, гистологии и физиологии растений (Curso práctico de microscopía en morfología, histología y fisiología botánica)
- 1869. О почвоведении центральной полосы России (Sobre la pedología de la zona central de la vegetación en Rusia)
- 1876. Головнёвые (Las setas Ustilaginales)
- 1880. К вопросу о причинах появления паразитов на культурных растениях (Algunas cuestiones sobre la causa de las infecciones de parásitos en plantas cultivadas)
- 1880—1881. Курс общей ботаники [Curso general de botánica]
- 1883. Пятидесятилетний юбилей Императорского Московского общества испытателей природы и Второй съезд сельских хозяев (Jubileo del cincuentenario de la Sociedad imperial de naturalistas de Moscú y del 2º Congreso de Agricultura)
- 1883. Юбилей Александра Григорьевича Фишера фон Вальдгейма (Jubileo de Alexandre Grigorievitch Fischer von Waldheim)
- 1884—1885. Курс систематики растений (Curso de taxonomía botánica)
- 1885. Экскурсия участников Международного ботанического конгресса в Брюссельский ботанический сад (Excursión de participantes al Congreso Internacional de botánica al Jardín botánico de Bruselas)
- 1886. Описание деятельности Карла Ивановича Ренара (Descripción de trabajos de Karl Renard)
- 1886. Об открытии Гентской выставки (Sobre la inauguración de la Exposición de Gand)
- 1888—1892. Курс ботаники (Curso de botánica)
- 1893—1899. О состоянии ботанических садов Варшавы и Петербурга (Sobre la situación del Jardín botánico de Varsovia y de San Petersburgo)
- 1897. Историко-статистическое описание Варшавского ботанического сада (Descripción histórico-estadística del Jardín botánico de Varsavia)
- 1897. О Тифлисском ботаническом саде (Sobre el Jardín botánico de Tiflis)
- 1898. Отчёт о командировке заграницу в 1897 году. — СПб.: Тип. В. Киршбаума (Informe sobre un viaje de estudios, al extranjero en 1897. San Petersburgo: tipo B. Kirschbaum)
- 1898. Исторический очерк Императорского Ботанического сада за последнее 25-летие его с 1873 г. по 1898 г (Bosquejo histórico del Jardín Botánico Imperial en los últimos 25 años, de 1873 a 1898)
- 1901. Отчёт о командировке в Париж на VI Международный конгресс по сельскому хозяйству (Informe sobre un viaje de estudios a París, en el VI Congreso Internacional de Agricultura)
- 1913. О 200-летии Ботанического сада (Sobre el bicentenario del Jardín botánico de San Petersburgo)
- 1913. Императорский Санкт-Петербургский Ботанический сад за 200 лет его существования: (1713—1913) (El Jardín botánico imperial de San Petersburgo en su bicentenario (1713-1913) / Под ред. А. А. Фишер-фон-Вальдгейма. — Юбилейное изд. — СПб.: Тип. Акц. о-ва тип. дела.
  - Vol. 1. — 1913. 412 pp. ilustr. 5 litografías, retratos, 14 litografías, ilustraciones
  - Vol. 2. — San Petersburgo, 1913, 321 pp.
  - Vol. 3. — Petrogrado, 1913—1915, 582 pp.
- 1918. Сестрорецкое побережье как курорт и дачная местность (La ribera de Sestroretsk, como estación balnearia de vacaciones y veraneo)

## Eponimia
Género
- (Asteraceae) Waldheimia Kar. & Kir.[1]

Especies
- (Asteraceae) Cousinia waldheimiana Bornm.[2]
- (Brassicaceae) Cardamine waldheimiana Nasarow[3]
- (Crassulaceae) Bryophyllum waldheimii (Raym.-Hamet & H.Perrier) Lauz.-March.[4]
- (Scrophulariaceae) Pedicularis waldheimii Bonati[5]